# Синоптикът
„Синоптикът“ (на английски: The Weather Man) е американска трагикомедия от 2005 г. на режисьора Гор Вербински, по сценарий на Стив Конрад и във филма участват Никълъс Кейдж, Майкъл Кейн, Хоуп Дейвис, Майкъл Рисполи и Джил Белоус.